# Ivan Krasko
Ivan Krasko, vlastním jménem Ján Botto, pseudonym Bohdana J. Potokinová, Janko Cigáň aj. (12. července 1876 Lukovištia – 3. března 1958 Bratislava), byl slovenský básník, prozaik a překladatel, představitel literární moderny; meziválečný československý politik, poslanec a senátor Národního shromáždění.

## Životopis
Narodil se v gemerských Lukovištích v zemědělské rodině. Jeho vzdáleným příbuzným byl přední slovenský romantický básník a štúrovec Ján Botto. Studoval v Lukovištích, na maďarském gymnáziu v Rimavské Sobotě, na německém gymnáziu v Sibini a později pokračoval ve studiu na gymnáziu v Brašově, kde také v roce 1896 odmaturoval. Po maturitě se vrátil domů a pomáhal v podnikatelských aktivitách své rodině.

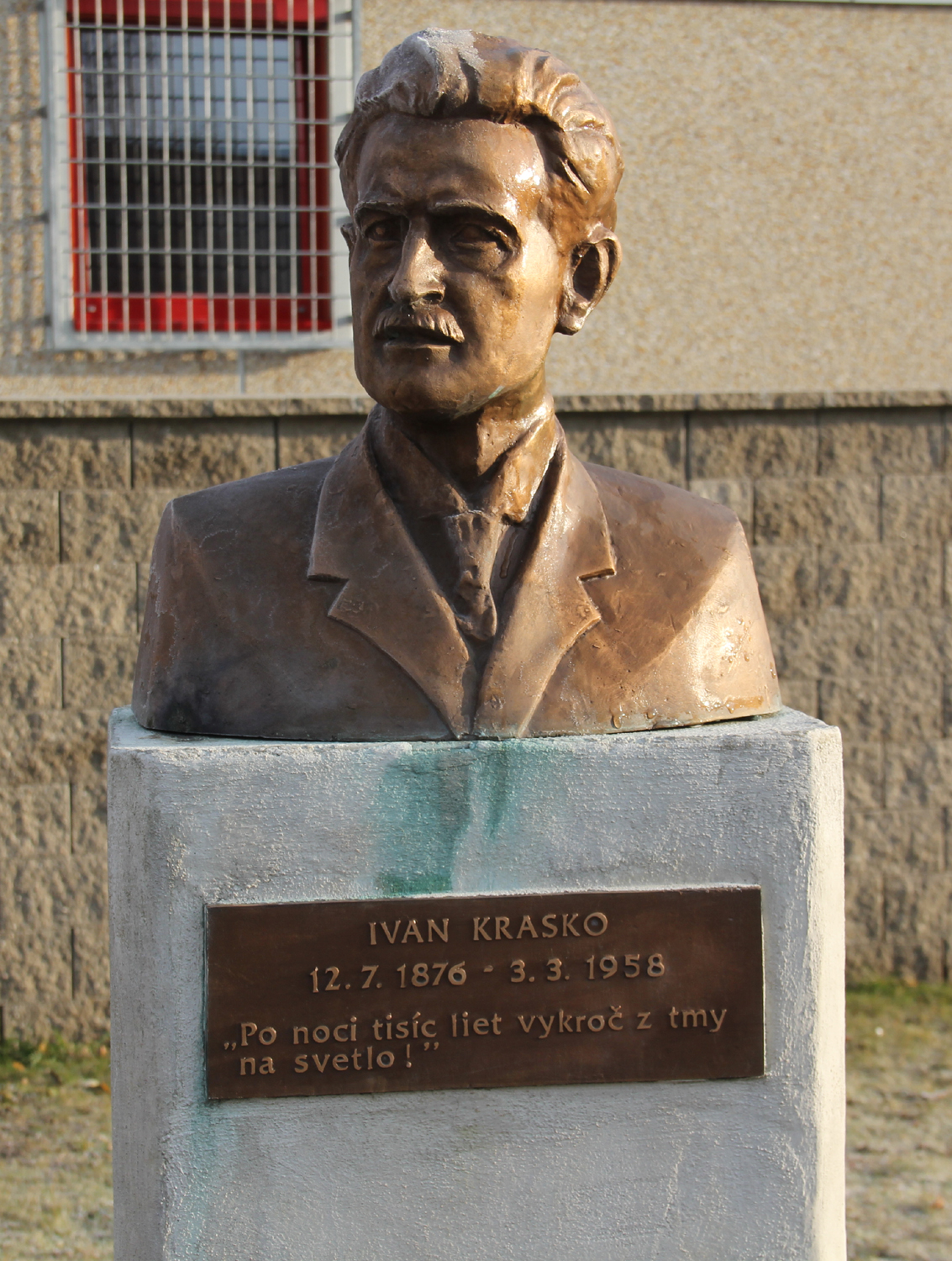
Busta Ivana Kraska v Rimavské Sobote

Před rokem 1918 byl členem Muzeální slovenské společnosti.
V roce 1900 se přihlásil ke studiu chemického inženýrství na české Vysoké škole technické v Praze, které úspěšně dokončil v roce 1905. Zde se aktivně zapojil do činnosti studentského spolku Detvan. Po jistou dobu pracoval jako technický úředník v cukrovaru v obci Klobuky (1905–1912), později v chemické továrně v nedalekém Slaném (1912–1914). V Slaném se mu roku 1913 narodil syn (v roce 2004 byla ve Slaném na domě čp. 617 odhalena jeho pamětní deska). V roce 1914 za první světové války narukoval po ukončení své jednoroční vojenské služby na východní frontu. Po skončení války v roce 1918 se přestěhoval na Slovensko a zapojil se do politického života Československa.
Profesí byl v polovině 20. let uváděn jako doktor a spisovatel v Bratislavě.
V letech 1919–1920 zasedal v Revolučním národním shromáždění za Slovenský klub (poslanci ze Slovenska se tehdy ještě nedělili podle stranických frakcí). Jmenován poslancem byl na 16. schůzi v lednu 1919. V parlamentních volbách v roce 1920 získal poslanecké křeslo v Národním shromáždění za Slovenskou národní a rolnickou stranu (SNaRS), respektive za Republikánskou stranu zemědělského a malorolnického lidu (agrárníky), se kterou Slovenská národní a rolnická strana později počátkem 20. let splynula. Mandát v parlamentních volbách v roce 1925 obhájil.
V parlamentních volbách v roce 1929 získal senátorské křeslo v Národním shromáždění. Mandát obhájil v parlamentních volbách v roce 1935. V senátu setrval do jeho zrušení roku 1939, přičemž krátce předtím ještě v prosinci 1938 přestoupil do klubu Hlinkova slovenská ľudová strana - Strana slovenskej národnej jednoty, do kterého se sloučily všechny slovenské nesocialistické strany.
Kromě toho se věnoval i vědecké práci v oblasti chemie, v roce 1923 mu byl udělen titul doktor technických věd. Žil hlavně v Bratislavě. Roku 1938 odešel do penze. V roce 1943 se přestěhoval do Piešťan. V letech 1943–1958 žil a pracoval v Piešťanech, kde se nachází také jeho pamětní dům. Pochován je ve svých rodných gemerských Lukovištích.
Získal titul národní umělec. Zemřel v březnu 1958 ve státním sanatoriu v Bratislavě.

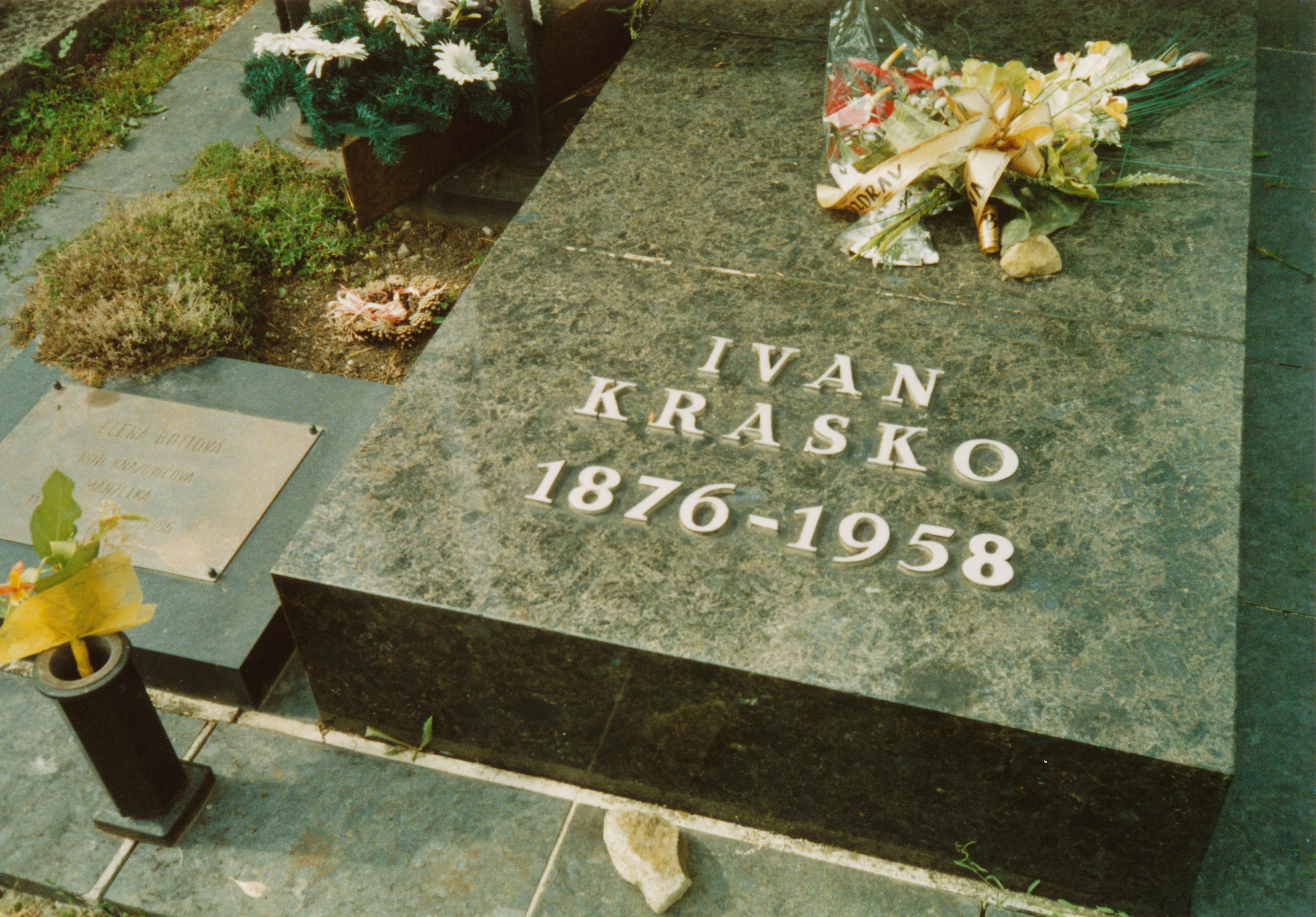
Náhrobek v Lukovištích

## Tvorba
Jeho první básně vznikaly už v době jeho gymnaziálních studií, ale svoje první dílo publikoval až v roce 1896, kdy mu v časopise Slovenské pohľady vyšla báseň Pieseň nášho ľudu. Tu vydal ještě pod pseudonymem Janko Cigáň, který si zvolil sám.
Pseudonym Ivan Krasko, pod kterým se zapsal do dějin slovenské literatury, mu vymyslel Svetozár Hurban Vajanský, který mu vydal jeho první sbírku básní (jeho rodné jméno Ján poruštil a příjmení upravil podle obce, která sousedí s jeho rodištěm – Kraskovo). Jeho tvorba zpočátku nenacházela ohlas u vydavatelů ani u čtenářů, nicméně navzdory tomu se nenechal odradit. Většina jeho rukopisných prvotin vyšla knižně až v roce 1954 v jeho Diele. Ve svých dílech se věnuje problematice sociální nespravedlnosti, pomaďaršťování (maďarizaci) a zotročování slovenského národa, pasivity mladé generace; vyjadřuje v nich též svůj osobní smutek, přičemž ze zklamání neviní jen ženu, ale také chladnou neosobní společnost; zaobírá se i svojí vnitřní rozervanosti z důvodů své náboženské orientace – zápasu víry se skepsí. Na jeho tvorbu měli velký vliv nejen soudobí čeští autoři, ale také francouzští symbolisté, kteří se v té době prosazovali v Evropě.

## Dílo
- Seznam děl v Souborném katalogu ČR, jejichž autorem nebo tématem je Ivan Krasko

### Poezie
- 1896 – Pieseň nášho ľudu, báseň (Slovenské pohľady)
- 1902 – Deň spásy, báseň (Slovenské pohľady)
- 1902 – Za búrnej, čiernej noci, báseň (Slovenské pohľady)
- 1905/1906 – Lístok, cyklus básní (Dennica)
- 1906 – List slečne Ľ. G., báseň (Slovenské pohľady)
- 1906 – Jehovah, báseň (Letopis Živeny)
- 1906 – Poznanie, báseň (Slovenské pohľady)
- 1909 – Nox et solitudo (Noc a samota), první samostatná sbírka básní (úvod napsal Svetozár Hurban Vajanský)
- 1910 – Noc a Ja, báseň v próze (Prúdy)
- 1912 – Verše, druhá básnická sbírka
- 1913 – Svätopluk, báseň (Slovenský deník)
- 1952 – Moje piesne, sbírka básní
- 1961 – Nad ránom…, výběr z poezie

### Próza a jiná díla
- 1907 – Naši, portrétová studie (Slovenský obzor)
- 1908 – Sentimentálne príhody I. a II. (později nazvané Svadba a Almužna), krátké prózy (Dennica)
- 1911 – List mŕtvemu (Slovenské pohľady)
- 1932 – Archanjel Michal, nástěnná malba v starobylém kostele na Kraskově, opis části freskové výzdoby (Slovenské pohľady)
- 1937 – Pôvod dedín Kraskova a Lukovíšť, studia (Sborník Muzeální slovenské společnosti)

### Překlady
- 1910 – Richard Dehmel: Vôľa k činu, teoretická stať (Prúdy)
- 1911 – Richard Dehmel: Príroda, symbol a umenie, teoretická stať (Slovenské pohľady)
- 1956 – Tiene na obraze času, sbírka básní přeložených z rumunštiny